# Kanton Perpignan-1
Der Kanton Perpignan-1 ist seit 1973 ein französischer Wahlkreis im Arrondissement Perpignan im Département Pyrénées-Orientales in der Region Okzitanien.
Der Kanton besteht aus dem nördlichen Teil der Stadt Perpignan mit insgesamt 28.168 Einwohnern (Stand: 2022). Bis zur landesweiten Neuordnung der französischen Kantone im März 2015 besaß der Kanton einen anderen INSEE-Code als heute, nämlich 6608.